# Substation Alpha
Substation Alpha (o Sub Station Alpha), abreviadamente SSA, es un formato de subtítulos más avanzado que el SubRip y otros formatos. Fue originalmente desarrollado por Kotus para ser editado con su popular programa, ahora discontinuado, llamado del mismo modo que los subtítulos. 
Este formato tiene dos ventajas principales sobre los demás formatos "avanzados" de subtítulos, ventajas que lograron rápidamente que el SSA tenga una amplia popularidad entre los aficionados: la primera es que el SSA, a diferencia de otros, es un archivo de texto (con extensión propia), por lo que no es necesario instalar ningún programa especial para editarlo: se puede abrir con editores de texto como el Bloc de notas, hacer la edición necesaria y guardar con la extensión .ssa. La otra ventaja es que a partir de la versión 4, el formato fue desarrollado de forma que se puedan agregar órdenes a futuro sin perder compatibilidad con las versiones antiguas (simplemente las versiones antiguas pasan de largo las nuevas instrucciones). Esta ventaja fue aprovechada por los desarrolladores del Vobsub, que le agregaron órdenes que hicieron de este formato el más versátil para hacer carteles y efectos (con instrucciones novedosas como "move", "fade", entre otros). Hoy en día, debido a la facilidad con la que este formato puede ser editado, y a su versatilidad a la hora de diseñar estilos y hacer carteles, karaokes y efectos, se convirtió en el formato más usado por los fansubs. 

## Advanced SubStation Alpha
Advanced SubStation Alpha (ASS) es un formato de subtítulos aparecido posteriormente al SSA, básicamente es un SSA con estilos más detallados (por ejemplo, a un estilo dado se le puede dar un ángulo de inclinación). Técnicamente, ASS es considerado SSA v4+ (versión 4+). Los mismos filtros que se usan para el SSA (Textsub, VSFilter/Vobsub, LibASS) también pueden utilizarse para reproducir ASS.

## Utilización
Los subtítulos en SSA/ASS suelen ser utilizados de dos formas:
- En forma de hardsub (subtítulos pegados al vídeo), es la forma en que comúnmente presentan los fansubs sus vídeos. En este caso los subtítulos fueron "pegados" al vídeo y recomprimidos con el Virtualdub + Textsub + algún códec de compresión. Normalmente los ssa presentados de esta forma están optimizados para ser visualizados en la pantalla del monitor de una PC. Las 2 mayores ventajas son: que el espectador no necesita un filtro de subtítulos para visualizar los vídeos, y que se necesitan menos recursos para reproducir el vídeo.
- En forma de softsub (subtítulos flotantes o separados del vídeo, aunque a veces no los vemos en un archivo aparte, porque están adjuntados al vídeo dentro de un contenedor matroska o MKV), es la forma más utilizada por los usuarios que tienen los vídeos hablados en su idioma original (en forma de "raw") y consiguen o hacen los subtítulos en su propio idioma y los adjuntan al vídeo sin recomprimirlo. Para visualizar los vídeos con subtítulos flotantes en ssa en Windows, se necesita el VSFilter, la última versión del DirectX, y un reproductor que soporte DirectShow (por ejemplo el Media Player Classic). La mayor ventaja de esta forma de utilización es que al mantenerse el vídeo en forma de "raw", se pueden adjuntar varios subtítulos diferentes al vídeo, y pueden ser deshabilitados si se quiere. Los grupos que suelen preferir los subtítulos flotantes son: los que hacen sus vídeos en audio dual (por lo que necesitan la opción de deshabilitar los subtítulos), los fansubs que presentan sus subtítulos en varios dialectos diferentes, o los que comparten sus vídeos en vista de un público internacional que hará sus propias traducciones, o los que presentan varias opciones de estilos (un ssa con estilos por personaje, un ssa con estilos estándar, y un srt sin estilos o plano). También hay usuarios que prefieren este formato porque los subtítulos pueden ser corregidos cuantas veces sea necesario, o porque entienden el idioma original y pueden deshabilitar los subtítulos durante la reproducción del vídeo. También suele ser el preferido de los usuarios que graban los vídeos en VCD o DVD.

## Edición de los subtítulos
Los subtítulos en SSA/ASS son archivos de texto que pueden ser abiertos con un editor de texto (como el Bloc de Notas de Windows o gedit de GNOME). Los editores de subtítulos en SSA y ASS son máscaras gráficas del archivo de texto, y solamente representan un ahorro de tiempo de edición cuando presentan funcionalidades extra (como cuentagotas para determinar los colores del vídeo, o posibilidad de abrir el vídeo o el audio para hacer las sincronizaciones de tiempos). 
Lo único que necesitan los subtítulos en SSA/ASS, además del archivo de texto mencionado, son las fuentes utilizadas, que o bien deben estar instaladas en el sistema operativo (por ejemplo en Windows, deben estar guardadas en windows/fonts; o en Linux en /usr/share/fonts), o bien si se está haciendo un archivo Matroska, deben estar agregadas en la parte de "attachments", así pueden ser vistas en todas las computadoras, independientemente de si tienen instaladas las fuentes o no.

### Editores de subtítulos
Los editores de subtítulos más utilizados son:
- Bloc de Notas de Windows, o el editor de textos gedit en GNU/Linux, o cualquier editor de texto plano.
- Substation Alpha. Ahora descontinuado, puede abrir los .wav para hacer la sincronización con la pista de audio. También es el único programa que corrige automáticamente el "font encoding" (la "codificación de la fuente") de las fuentes seleccionadas si es necesario. Solamente puede abrir y guardar texto codificado como ANSI. Funciona en todas las plataformas Windows. Está en inglés.
- Aegisub. Este programa es considerado por muchos "el heredero" del Substation Alpha. Con una interfaz más atractiva que el anterior, puede abrir tanto la pista de audio como la de vídeo para hacer la sincronización. También tiene un puntero que pasea por la imagen del vídeo para facilitar la determinación de los valores de posición (usados en las instrucciones "org", "pos" y "move"). No corrige automáticamente el font encoding(codificación de caracteres), al menos hasta la última edición de este artículo. Puede guardar los archivos de texto en varias codificaciones diferentes, incluyendo ANSI y UTF-8. Funciona en plataformas Linux, Mac OS X y Windows NT-2000-XP. No funciona en Windows 98. Está en inglés.
- Subtitle Workshop. Si bien la interfaz está en inglés y en castellano, el uso de este programa para editar SSA/ASS está desaconsejado, ya que no respeta las estrictas normas de formato requeridas por los filtros de subtítulos más utilizados, y el subtítulo falla en reproducirse. También borra todos los estilos hechos en alguna edición anterior. Aun así, antes de que el Aegisub fuera estable, este programa era popular entre los usuarios, porque permitía abrir la pista de vídeo para sincronizar los tiempos, y en la época en que abundaban los formatos de subtítulos, este programa permitía convertir prácticamente cualquier formato existente en SSA. Con el tiempo eso dejó de ser un problema porque los usuarios se fueron inclinando a usar siempre los mismos formatos de subtítulos.
- Visualsub. Este programa es de interés para los usuarios de habla hispana por ser la interfaz en español. Fue creado a fines del 2005 y aún está en etapa de desarrollo. Tiene funcionalidades únicas que lo hacen particularmente atractivo para el usuario interesado en crear carteles y efectos, como un cuentagotas para determinar los colores del vídeo, y botones para facilitar el uso de las instrucciones de giro, de movimiento, etc. Su mayor punto débil es que consume muchos recursos del sistema, por lo que se debe utilizar sin tener otros programas abiertos.

### Organización del guion
El guion está organizado en 3 secciones, que se observan al abrir el archivo de subtítulos con un editor de texto plano. Internamente cada sección difiere ligeramente entre los formatos SSA y ASS. En SSA:
```
[Script Info]
; This is a Sub Station Alpha v4 script.
; For Sub Station Alpha info and downloads,
; go to http://www.eswat.demon.co.uk/
; or email kotus@eswat.demon.co.uk
Title: Neon Genesis Evangelion - Episodio 26 (castellano neutro)
Original Script: RoRo
Script Updated By: versión 2.8.01
ScriptType: v4.00
Collisions: Normal
PlayResY: 600
PlayDepth: 0
Timer: 100,0000

[V4 Styles]
Format: Name, Fontname, Fontsize, PrimaryColour, SecondaryColour, TertiaryColour, BackColour, Bold, Italic, BorderStyle, Outline, Shadow, Alignment, MarginL, MarginR, MarginV, AlphaLevel, Encoding
Style: DefaultVCD,Arial,28,11861244,11861244,11861244,-2147483640,-1,0,1,1,2,2,30,30,30,0,0
Style: TITLEblack,Dutch766 BT,96,2039583,2039583,2039583,15134448,-1,0,1,1,0,10,65,65,30,0,0
Style: TITLEgordo,Dutch766 BT,96,15791348,15791348,15791348,0,-1,0,1,1,0,10,65,65,30,0,0
Style: cartel,Dutch766 BT,96,15791348,15791348,15791348,0,-1,0,1,1,0,10,65,65,30,0,0
Style: subTITLEblack,Arial,30,2039583,2039583,2039583,16777215,-1,0,1,1,2,2,65,65,65,0,0
Style: televVCD,Arial,26,16711373,16711373,16711373,0,-1,0,1,1,1,6,65,65,30,0,0

[Events]
Format: Marked, Start, End, Style, Name, MarginL, MarginR, MarginV, Effect, Text
Dialogue: Marked=0,0:00:01.18,0:00:06.85,DefaultVCD,NTP,0000,0000,0000,,{\pos(400,570)}Como un Ángel sin misericordia
Dialogue: Marked=0,0:00:07.07,0:00:14.40,DefaultVCD,NTP,0000,0000,0000,,{\pos(400,570)}Tú, muchacho, te convertirás en un mito.
Dialogue: Marked=0,0:00:22.91,0:00:25.80,DefaultVCD,NTP,0000,0000,0000,,{\pos(400,570)}Una brisa fresca azul como el mar
Dialogue: Marked=0,0:00:26.15,0:00:29.40,DefaultVCD,NTP,0000,0000,0000,,{\pos(400,570)}que toca la puerta de tu alma.
Dialogue: Marked=0,0:00:29.68,0:00:33.22,DefaultVCD,NTP,0000,0000,0000,,{\pos(400,570)}Tú aún no lo sientes,\Nsimplemente me miras
Dialogue: Marked=0,0:00:33.38,0:00:37.42,DefaultVCD,NTP,0000,0000,0000,,{\pos(400,570)}sonriéndome con serenidad.
Dialogue: Marked=0,0:00:37.65,0:00:40.50,DefaultVCD,NTP,0000,0000,0000,,{\pos(400,570)}Una sensación que crece en tu interior,
Dialogue: Marked=0,0:00:40.80,0:00:44.35,DefaultVCD,NTP,0000,0000,0000,,{\pos(400,570)}y también tus ansias de saber qué es.
Dialogue: Marked=0,0:00:44.62,0:00:48.07,DefaultVCD,NTP,0000,0000,0000,,{\pos(400,570)}Aún no puedes ver\Nel camino que te depara el Destino
Dialogue: Marked=0,0:00:48.27,0:00:51.40,DefaultVCD,NTP,0000,0000,0000,,{\pos(400,570)}con tan inocentes ojos.

```

Si guardamos el mismo script como ASS (por ejemplo con el Aegisub):
```
[Script Info]
; Script generated by Aegisub
; http://www.aegisub.net
Title: Neon Genesis Evangelion - Episodio 26 (castellano neutro)
Original Script: RoRo
Script Updated By: versión 2.8.01
ScriptType: v4.00+
Collisions: Normal
PlayResY: 600
PlayDepth: 0
Timer: 100,0000
Video Aspect Ratio: 0
Video Zoom: 6
Video Position: 0

[V4+ Styles]
Format: Name, Fontname, Fontsize, PrimaryColour, SecondaryColour, OutlineColour, BackColour, Bold, Italic, Underline, StrikeOut, ScaleX, ScaleY, Spacing, Angle, BorderStyle, Outline, Shadow, Alignment, MarginL, MarginR, MarginV, Encoding
Style: DefaultVCD,Arial,28,&H00B4FCFC,&H00B4FCFC,&H00000008,&H80000008,-1,0,0,0,100,100,0.00,0.00,1,1.00,2.00,2,30,30,30,0
Style: TITLEblack,Dutch766 BT,96,&H001F1F1F,&H001F1F1F,&H00E6EEF0,&H80E6EEF0,-1,0,0,0,100,100,0.00,0.00,1,1.00,0.00,5,65,65,30,0
Style: TITLEgordo,Dutch766 BT,96,&H00F0F4F4,&H00F0F4F4,&H00000000,&H80000000,-1,0,0,0,100,100,0.00,0.00,1,1.00,0.00,5,65,65,30,0
Style: cartel,Dutch766 BT,96,&H00F0F4F4,&H00F0F4F4,&H00000000,&H80000000,-1,0,0,0,100,100,0.00,0.00,1,1.00,0.00,5,65,65,30,0
Style: subTITLEblack,Arial,30,&H001F1F1F,&H001F1F1F,&H00FFFFFF,&H80FFFFFF,-1,0,0,0,100,100,0.00,0.00,1,1.00,2.00,2,65,65,65,0
Style: televVCD,Arial,26,&H00FEFECD,&H00FEFECD,&H00000000,&H80000000,-1,0,0,0,100,100,0.00,0.00,1,1.00,1.00,8,65,65,30,0

[Events]
Format: Layer, Start, End, Style, Name, MarginL, MarginR, MarginV, Effect, Text
Dialogue: 0,0:00:01.18,0:00:06.85,DefaultVCD,NTP,0000,0000,0000,,{\pos(400,570)}Como un Ángel sin misericordia
Dialogue: 0,0:00:07.07,0:00:14.40,DefaultVCD,NTP,0000,0000,0000,,{\pos(400,570)}Tú, muchacho, te convertirás en un mito.
Dialogue: 0,0:00:22.91,0:00:25.80,DefaultVCD,NTP,0000,0000,0000,,{\pos(400,570)}Una brisa fresca azul como el mar
Dialogue: 0,0:00:26.15,0:00:29.40,DefaultVCD,NTP,0000,0000,0000,,{\pos(400,570)}que toca la puerta de tu alma.
Dialogue: 0,0:00:29.68,0:00:33.22,DefaultVCD,NTP,0000,0000,0000,,{\pos(400,570)}Tú aún no lo sientes,\Nsimplemente me miras
Dialogue: 0,0:00:33.38,0:00:37.42,DefaultVCD,NTP,0000,0000,0000,,{\pos(400,570)}sonriéndome con serenidad.
Dialogue: 0,0:00:37.65,0:00:40.50,DefaultVCD,NTP,0000,0000,0000,,{\pos(400,570)}Una sensación que crece en tu interior,
Dialogue: 0,0:00:40.80,0:00:44.35,DefaultVCD,NTP,0000,0000,0000,,{\pos(400,570)}y también tus ansias de saber qué es.
Dialogue: 0,0:00:44.62,0:00:48.07,DefaultVCD,NTP,0000,0000,0000,,{\pos(400,570)}Aún no puedes ver\Nel camino que te depara el Destino
Dialogue: 0,0:00:48.27,0:00:51.40,DefaultVCD,NTP,0000,0000,0000,,{\pos(400,570)}con tan inocentes ojos.

```

#### La sección de información del script: "Script Info"
En esta sección se guarda la información referente al script: título, créditos, y también es norma que los programas de edición pongan en esta sección que fueron utilizados para hacer el script. Todas las líneas que empiezan con un punto y coma son líneas de comentarios, y se puede poner lo que se quiera en ellas. Las demás líneas tienen que tener un formato estricto. En particular es importante para los filtros de subtítulos (Vobsub/VSFilter, Textsub) que aparezca la línea del PlayResY, ya que es la que determina el tamaño de fuente y otras medidas. El Subtitle Workshop no agrega esta línea, por lo que los usuarios acostumbrados a usar este editor, tienen que editar la versión final del subtítulo con el Bloc de Notas para agregarla. 

#### La sección de estilos: "V4 Styles" en SSA, "V4+ Styles" en ASS
Es aquí donde se especifican los estilos que serán utilizados en los diálogos. Se escribe de forma que quede un estilo por línea. Esta sección puede verse como una tabla con filas y columnas: las filas separadas por el salto de línea, las columnas separadas por comas, y la primera línea:
Name, Fontname, Fontsize, PrimaryColour, SecondaryColour, TertiaryColour, BackColour, Bold, Italic, Underline, StrikeOut, ScaleX, ScaleY, Spacing, Angle, BorderStyle, Outline, Shadow, Alignment, MarginL, MarginR, MarginV, AlphaLevel, Encoding
es el título de cada columna. 
Cada vez que se define un estilo nuevo, debe ser escrito en una línea aparte, y debe ser definida cada una de esas columnas, separando los campos con una coma:
- Lo primero que se define es el nombre que se dará al estilo (Name),
- después la fuente (Fontname),
- el tamaño de fuente (Fontsize),
- después los colores: el primero es el PrimaryColour (color de adentro de la fuente),
- el segundo es el SecondaryColour (el segundo color que aparece con los karaokes),
- el tercero es el TertiaryColour (el color de borde)
- y el cuarto es el BackColour (color de la sombra),
- después se define si la fuente es negrita o no (Bold, si es negrita se pone 1 y si no se pone 0),
- si es itálica o no (Italic), siguiendo el mismo formato que Bold.
- si está subrayada (Underline), siguiendo el mismo formato que Bold.
- si está tachada (StrikeOut), siguiendo el mismo formato que Bold.
- Luego se le puede modificar la anchura del subtítulo (ScaleX, en porcentaje, tomando como 100 el ancho normal)
- el alto (ScaleY, igual que el anterior)
- el espaciado entre letras (Spacing)
- el ángulo de rotación, en grados, sobre el eje Z (Angle, el cual, por ejemplo, al ajustarlo a 90 pone el subtítulo y tumbado sobre el lado izquierdo).
- si está delimitado por un borde o un rectángulo (BorderStyle)
- la anchura del borde en píxeles (Outline)
- la distancia de la sombra respecto al subtítulo, en píxeles (Shadow)
- la alineación (Alignement)
- distancias mínimas respecto a los lados del vídeo (MarginL, MarginR, MarginV)
- transparencia (AlphaLevel), donde 255 representa transparencia total y 0, opacidad total.
- y codificación de la fuente (para escribir caracteres de otros idiomas usando caracteres latinos)

En los subtítulos donde hay un estilo por personaje, es común encontrar estilos con los nombres de los personajes. En los subtítulos hechos con estilos "estándar" (un estilo diferente para diálogos secundarios), es común encontrar estilos como por ejemplo, "DefaultMOVIE", "SecondaryMOVIE". El estilo por defecto tiene un nombre específico: Default*, y los que quieren darle estilos a su script no lo utilizan, porque es el único estilo con el que la configuración dada por el usuario tiene prioridad por sobre la configuración dada por el script (por lo tanto se vería distinto en todas las computadoras). 
Es en esta sección del script donde encontramos la diferencia principal entre SSA y ASS: en ASS se dan más especificaciones a los estilos, como "Escala en X", "Escala en Y", "Ángulo". En la práctica es muy raro que estas especificaciones sean necesarias, aunque puede darse el caso.
También son características del formato ASS Underline, StrikeOut y Spacing. Además, en este formato TertiaryColour recibe el nombre de OutlineColour

#### La sección de las líneas de diálogo: "Events"
En esta sección se escriben las líneas de diálogo (una por línea), con todas las especificaciones de tiempos, estilos, etc. En la última columna de cada fila (o sea, en lo último que aparece justo antes del punto y aparte), se escribe el diálogo que aparecerá en pantalla. Es en esa misma columna donde se escriben las instrucciones, incluidos las órdenes "nuevas" agregadas por el Vobsub, si los hubiera (en este caso la orden \pos). Nótese que la única instrucción que no está entre corchetes es el que corresponde al salto de línea: \N. El uso de la mayúscula no es trivial en el caso del salto de línea, y \N es diferente de \n (hay casos en que \n es ignorado y \N no). Todo lo que está entre llaves es parte del formato del texto y no aparece en pantalla. También entre llaves se agregan los comentarios o notas de cada línea (como por ejemplo revisiones o comentarios del revisor, o traducciones alternativas). Esto es posible porque el SSA/ASS toma las órdenes que hay entre llaves, y el resto de lo que está entre llaves es ignorado. Ésta fue probablemente la mayor genialidad de los creadores de este formato de subtítulos, ya que se le pueden agregar nuevas instrucciones con mucha facilidad.
En esta parte también hay dos formas más de agregar comentarios:
- Se puede escribir una línea con el mismo formato pero en la columna de "Event", en lugar de "Dialogue", ponemos "Comment". Como resultado esa línea no aparecerá durante la reproducción de vídeo.
- Al igual que en todo el resto del script, se pueden agregar líneas de comentario precedidas de punto y coma. Esta forma de hacer comentarios está desaconsejada, ya que no es reconocida por el Avisynth, que es mucho más estricto que el Virtualdub y los filtros de reproducción en lo que respecta al formato.
Nótese que la única diferencia entre SSA y ASS en esta sección, es la primera columna de los diálogos (lo primero que aparece antes de la primera coma). En SSA es "Marked=0", y en ASS es "0". Esta columna tiene 2 significados diferentes, en SSA significa "número de marca" (nunca se le dio utilidad), en ASS significa "número de capa" (determina cuál será la línea de diálogo que aparezca superpuesta a las demás cuando hay subtítulos superpuestos). En SSA, el número de capa es determinado por el orden de aparición en el script, por lo que cuando hay superposición de subtítulos, el que esté más abajo en el script será el que esté por encima de los demás en el vídeo.

### Manuales de ssa/ass
- Manual de SSA/ASS Explicación del script y de cada comando.

- El libro de cocina del Substation Alpha Recetas sencillas de uso de comandos en este formato.

- Libro de los karaokes en Substation Alpha para iniciarse en los karaokes en este formato.

### Editores de ssa/ass
- Aegisub Programa especializado en la edición de subtítulos en ssa/ass. Tiene un visor de vídeo donde se pueden aplicar directamente algunos efectos.

- Datos: Q3176050